# Nâng ngực
Nâng ngực (Breast augmentation) là một thủ thuật tái định hình cấu trúc bầu vú trở nên căn tròn, đẫy đà, tràn trề sức sống thông qua kỹ thuật cấy ghép vú và/hoặc kỹ thuật phẫu thuật ngực ghép mỡ để tăng kích thước, thay đổi hình dạng và thay đổi kết cấu của vú (hay còn gọi là độn ngực). Mặc dù trong một số trường hợp, phẫu thuật tạo hình vú tăng cường được áp dụng để chỉnh chữa, khắc phục khuyết tật bẩm sinh của cặp vú và thành ngực trong những trường hợp khác nó được thực hiện hoàn toàn vì lý do thẩm mỹ để cải thiện tình trạng xệ vú, chảy vú, khắc phục ngoại hình bầu ngực không cân đối, ngực lép, ngực nhỏ. Do đó, phẫu thuật nâng ngực thường được thực hiện để gia tăng kích thước vú, thay đổi hình dạng và/hoặc thay đổi kết cấu của ngực, đường viền, bán cầu vú (bầu vú) trở nên tròn trịa, căng đầy, cũng có những người chọn nâng ngực để sửa chữa hoặc sửa đổi sự bất đối xứng về kích thước vú. Nâng ngực liên quan đến việc đặt cấy ghép bên dưới hoặc trên cơ ngực, kỹ thuật này thực hiện thông qua thủ thuật xẻ một vết rạch được trên nách, nếp gấp vú dưới hoặc quầng vú rồi độn chất vào (gọi là độn vú). Nâng ngực có thể gây ra nhiều rủi ro khác nhau như mô sẹo làm biến dạng hình dạng của túi độn ngực (co thắt bao xơ), đau vú, nhiễm trùng, thay đổi cảm giác ở núm vú và ngực, rò rỉ hoặc vỡ túi độn.

## Phương pháp

### Bơm nước muối
Phương pháp cấy ghép phẫu thuật tạo ra hình cầu tăng kích thước của bán cầu vú (bầu vú), sử dụng một túi độn ngực chứa dung dịch nước muối hoặc Gel silicone; phương pháp chuyển mỡ ghép tăng kích thước và sửa các khiếm khuyết về đường viền của bán cầu vú bằng các mảnh ghép của mô mỡ tế bào mỡ, được lấy từ cơ thể của người đó. Trong quy trình tái tạo vú, một bộ mở rộng mô (một thiết bị cấy ghép vú tạm thời) đôi khi được đưa vào và bơm căng bằng nước muối để chuẩn bị (tạo hình và mở rộng) vị trí nhận (túi cấy ghép) để tiếp nhận và chứa túi độn ngực. Trong hầu hết các trường hợp nâng ngực bằng mỡ ghép, sự gia tăng này chỉ ở mức vừa phải, thường chỉ bằng một cỡ cúp áo ngực hoặc nhỏ hơn được cho là giới hạn sinh lý cho phép của quá trình trao đổi chất trong cơ thể con người. Túi độn ngực nước muối, chứa dung dịch muối Saline, lần đầu tiên được công ty Laboratoires Arion sản xuất tại Pháp, và được đưa vào sử dụng như một thiết bị y tế vào năm 1964. Các phiên bản túi độn ngực nước muối hiện đại được sản xuất với lớp vỏ lưu hóa (RTV) dày hơn, ở nhiệt độ phòng làm bằng silicon elastomer. Nghiên cứu Xẹp túi độn ngực nước muối đã nạp sẵn trong ống nghiệm (2006) báo cáo rằng tốc độ xẹp túi (rò rỉ chất độn) của túi độn ngực nước muối đã nạp sẵn khiến nó trở thành lựa chọn thứ hai cho "phẫu thuật chỉnh sửa ngực". Mục tiêu kỹ thuật của kỹ thuật cấy ghép nước muối là một kỹ thuật phẫu thuật ít xâm lấn hơn bằng cách đưa một túi độn ngực cuộn tròn rỗng vào qua một vết rạch phẫu thuật nhỏ hơn. Trong khi phẫu thuật, sau khi đã đặt túi độn ngực rỗng vào các túi độn, bác sĩ phẫu thuật thẩm mỹ sẽ đổ dung dịch muối vào từng túi độn thông qua một van một chiều và vì các vết rạch cần thiết để đưa túi độn vào ngắn và nhỏ nên vết sẹo sau rạch sẽ nhỏ hơn và ngắn hơn so với vết sẹo phẫu thuật thường thấy ở kỹ thuật phẫu thuật túi độn gel silicon đã được đổ đầy sẵn.

### Bơm ghép mỡ
Kỹ thuật tiêm mỡ tự thân vào vú được áp dụng để điều chỉnh tình trạng bất đối xứng hoặc biến dạng của vú, để sau cắt bỏ vú tái tạo vú (như một kỹ thuật chính và bổ sung), để cải thiện độ che phủ mô mềm của túi độn ngực và để tăng tính thẩm mỹ cho vòng một. Trong các thủ thuật nâng ngực bằng mỡ, có nguy cơ là mô tế bào mỡ được ghép vào vú có thể bị hoại tử, bị cơ thể bài xích, vôi hóa di căn, phát triển thành nang và kết tụ thành các cục u có thể sờ thấy được. Mặc dù nguyên nhân gây ra vôi hóa di căn vẫn chưa được biết rõ, nhưng những thay đổi sinh học xảy ra sau thủ thuật đối với mô mỡ ghép giống với những thay đổi về mô thường gặp trong các thủ thuật phẫu thuật ngực như phẫu thuật thu gọn vú (thường dùng cho trường hợp phì đại tuyến vú). Nghiên cứu của Pháp về Đánh giá về mặt X quang đối với vú được tái tạo bằng phương pháp tạo hình hút mỡ (2005) chỉ ra hiệu quả điều trị của phương pháp tái tạo vú bằng mỡ ghép trong điều trị tổn thương xạ trị ở ngực, giảm co thắt bao xơ ngẫu nhiên và cải thiện độ che phủ mô mềm của túi độn ngực. Chụp nhũ ảnh trước khi thực hiện thủ thuật cho kết quả âm tính với khối u ác tính. Trong nhóm 17 bệnh nhân, người ta ghi nhận rằng có hai phụ nữ phát triển ung thư vú (được chẩn đoán bằng chụp nhũ ảnh) sau thủ thuật: một người vào lúc 12 tháng và người kia vào lúc 92 tháng. Hơn nữa, nghiên cứu Chuyển mỡ hỗ trợ tế bào để nâng ngực thẩm mỹ: Sử dụng hỗ trợ tế bào gốc/tế bào gốc mô mỡ (2007), một nhóm gồm khoảng 40 phụ nữ đã chỉ ra rằng việc đưa tế bào gốc mô mỡ vào các mô ghép mỡ của tế bào mỡ làm tăng tỷ lệ thành công trong quá trình điều chỉnh của quy trình ghép mỡ tự thân.